# Bolivianos, el hado propicio
Bolivianos, el hado propicio ist die Nationalhymne Boliviens.
Den Text schrieb José Ignacio de Sanginés zur Musik des Italieners Leopoldo Benedetto Vincenti.
Die Hymne wurde erstmals am 18. November 1845 im Teatro Municipal de La Paz zum vierjährigen Gedenktag der Schlacht von Ingavi gesungen. Neben der offiziellen spanischen Version existieren auch Versionen der Hymne in den indigenen Sprachen der Aymara, Quechua und Guaraní.
Seit 1952 ist das Lied offizielle Nationalhymne.

## Liedtexte

### Spanisch
(Hinweis: die letzten beiden Zeilen der Strophen werden jeweils wiederholt)
I.)
Bolivianos el hado propicio

Coronó nuestros votos y anhelo;

Es ya libre, ya libre este suelo,

Ya cesó su servil condición.

Al estruendo marcial que ayer fuera

Y al clamor de la guerra horroroso,

Siguen hoy en contraste armonioso

Dulces himnos de paz y de unión.
Refrain:
De la Patria, el alto nombre

En glorioso esplendor conservemos

Y en sus aras de nuevo juremos

¡morir antes que esclavos vivir!

¡morir antes que esclavos vivir!

¡morir antes que esclavos vivir!
II.)
Loor eterno a los bravos guerreros,

cuyo heroico valor y firmeza

conquistaron las glorias que empieza

hoy Bolivia feliz a gozar.

Que sus nombres, el mármol y el bronce,

a remotas edades trasmitan

y, en sonoros cantares, repitan:

¡Libertad, Libertad, Libertad!
Refrain
III.)
Aquí alzó la justicia, su trono

que la vil opresión desconoce,

y, en su timbre glorioso, legóse

Libertad, libertad, libertad.

Esta tierra inocente y hermosa,

que ha debido a Bolívar su nombre,

es la Patria feliz donde el hombre

goza el bien de la dicha y la paz.
Refrain
IV.)
Si extranjero poder, algún día,

sojuzgar a Bolivia intentare,

al destino fatal se prepare

que amenaza a soberbio agresor.

Que los hijos del grande Bolívar

han ya, mil y mil veces, jurado

morir antes que ver humillado,

de la Patria el augusto pendón.
Refrain

### Aymara
“Bolivianos” samiw yanapistu,

jiwasan munañasax phuq’asiwa.

Uraqisax qhispiyataw, qhispiyataw,

pakuñas, mit’añas tukusitaw.

Nayrapachha ch’axwawin sarnaq’ata,

axsarkañ chhijtaw nuwasiñana.

Jichast mä chuymak saskakiwa

muxsa mayacht’ir q’uchuwina.
Refrain:
Qullasuyu jach’a sutipa,

qhapax suma k’axañapa imañani.

Sutiparu wastat surañani,

¡Jiwañan janirkuch t’aq’iskasin!

¡Jiwañan janirkuch t’aq’iskasin!

¡Jiwañan janirkuch t’aq’iskasin!

### Quechua
Qullasuyu, may sumaq kawsaypi

jatun parlan munasqanchikta,

qhispisqa, qhispisqa kay suyu,

samanña qunqur chaki kayninqa.

Allin sinchi p’utuynin qayna karqa,

manchay tinkuy qhapariyninwan,

kunanmi khuskachasqa purichkan

misk’i takina thakwan tantasqa.
Refrain:
Llaqtanchik pata jatun sutinta

wiñay kusiy k’anchaypi waqaychasun,

kumusninpi watiq tatalikusun:

Wañuy qunqur chaki kawsayta!

Wañuy qunqur chaki kawsayta!

Wañuy qunqur chaki kawsayta!

## Deutsche Übersetzung
I.)
Bolivianer, das uns gewogene Schicksal

fügte sich unserem sehnlichsten Verlangen.

Er ist schon frei, schon frei, dieser Grund und Boden;

seinen sklavischen Zustand hat er nun abgelegt.

Dem martialischen Lärm, der noch gestern ertönte,

und dem grausamen Geschrei des Krieges

folgen heute in harmonischem Kontrast

süße Hymnen von Frieden und Einigkeit.
Refrain:
Den hohen Namen des Vaterlandes

lasst uns in glorreichem Glanz bewahren;

und - auf seinen Altären - lasst uns erneut schwören:

Lieber sterben als wie Sklaven leben!
II.)
Ewige Lobpreisungen den mutigen Kriegern,

deren heldenhafter Mut und Standhaftigkeit

die Herrlichkeit erobert hat, an deren

Früchten sich Bolivien heute beginnt zu laben.

Mögen ihre Namen, in Marmor und Bronze,

bis hin in ferne Zeitalter überbracht werden

und, in jubelndem Gesang, wiederholt:

Freiheit, Freiheit, Freiheit!
III.)
Hier hat die Gerechtigkeit ihren Thron erhoben,

der die niederträchtige Unterdrückung nicht anerkennt,

und, in erhebender Stimmlage, halle es

Freiheit, Freiheit, Freiheit.

Dieses unschuldige und wunderschöne Land,

welches Bolívar seinen Namen schuldet,

ist das glückliche Vaterland, wo der Mensch

Glückseligkeit und Frieden genießt.
IV.)
Sollten ausländische Mächte, eines Tages

versuchen, Bolivien zu unterwerfen,

das tödliche Schicksal möge sich vorbereiten

welches dem hochmütigen Aggressor droht.

Denn die Nachfahren des großen Bolívar

haben bereits viele Tausend Male geschworen,

lieber zu sterben als erniedrigt zu sehen

des Vaterlands edles Banner.